# État de Kishangarh
1611–1948
Entités précédentes :
- Raj britannique

Entités suivantes :
- Inde

L'État de Kishangarh subsista jusqu'en 1949, il fut alors intégré à l'État du Rajasthan.

## Dirigeants
Liste des radjahs puis maharadjahs de 1798 à 1949 :
- 1798-1838 Kalyan-Singh (1794-1838)
- 1838-1841 Mokkam-Singh (1817-1841)
- 1841-1879 Prithvi-Singh (1838-1879)
- 1879-1900 Sadul-Singh (1857-1900)
- 1900-1926 Madan-Singh (1884-1926)
- 1926-1939 Yagyanarayan-Singh (1896-1939)
- 1939-1949 Sumair-Singh (1929-1971)

## École de Kishangarh (Miniature Rajput)
Une des écoles miniatures de la province rājasthāni.